# Máquinas tragamonedas

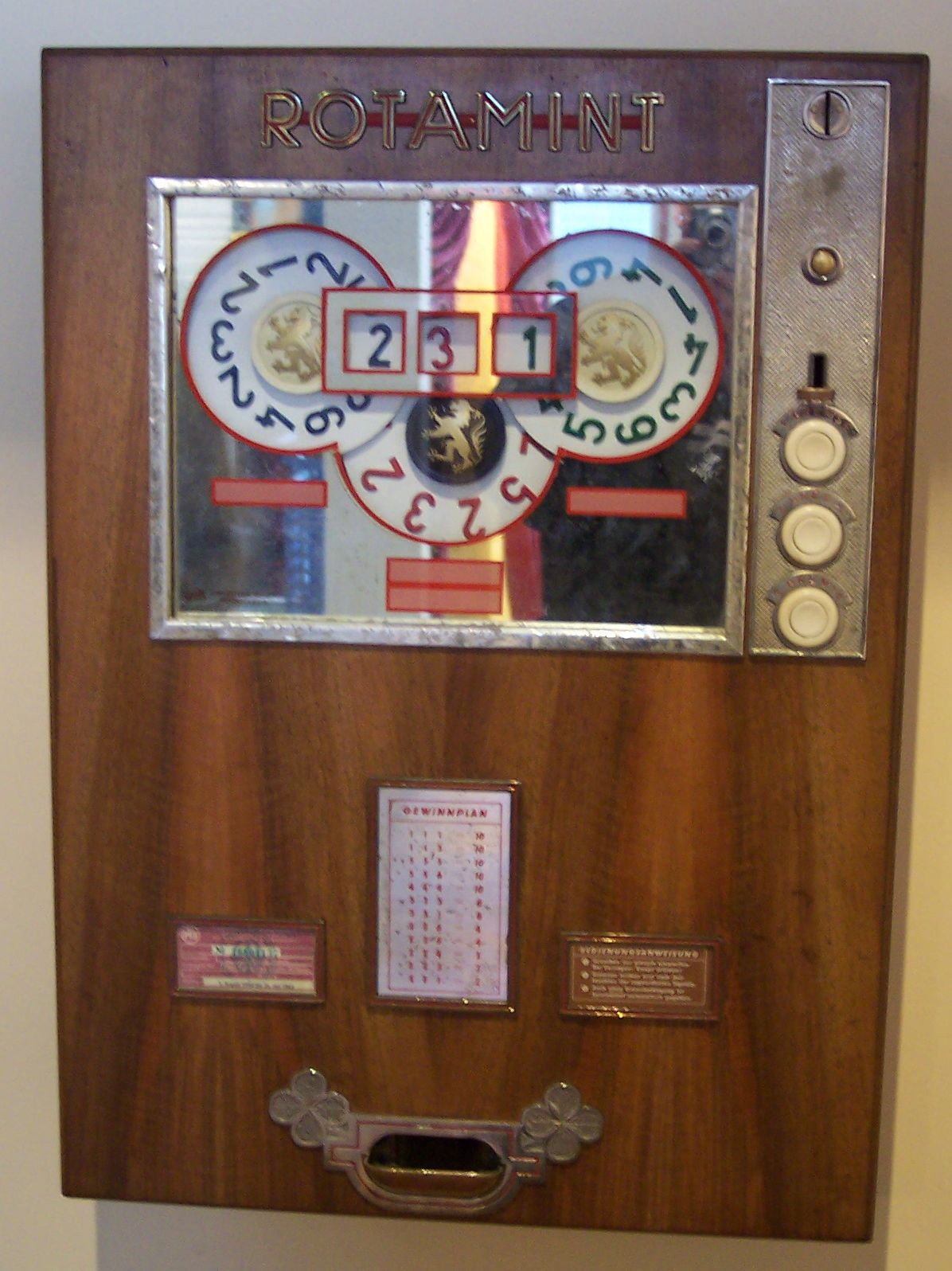
Máquina tragamonedas de 1960.

Las máquinas tragamonedas o máquinas tragaperras —también nombradas con las formas substantivadas: tragamonedas y tragaperras— son máquinas de juegos de azar donde se apuesta cierta cantidad de dinero para ganar un premio en efectivo.
Estas máquinas pueden ser de dos tipos:
Programadas
En estas máquinas el premio depende de un programa interno de ésta, de tal forma que al cabo de una serie de jugadas la máquina ha de devolver una cantidad determinada de lo que se ha metido en ella. Este tipo de máquinas son habituales de los salones de juego y en algunos países también en bares o cafeterías.
De azar
En estas máquinas los premios dependen exclusivamente del azar. Para conocer el porcentaje de pago de estas máquinas hay que acudir a la estadística y la probabilidad. Sólo se suelen encontrar en salones de juego de los casinos.
Existen distintas apuestas en una máquina. También se puede jugar a sencillo, doble, triple, quíntuple. Cuanto más alta sea la apuesta, los premios también aumentan. Existen también tragamonedas progresivas. Las tragamonedas progresivas ofrecen un gran potencial de ganar interesantes botes. Cada vez que alguien juega un juego de tragamonedas progresiva, se agrega cada vez más dinero al bote y por eso se lo llama “progresivo”.
Actualmente se están imponiendo las máquinas digitales, que sustituyen a los tradicionales rodillos. Hay también máquinas mixtas, en las que se combinan rodillos en el juego inferior y un sistema digital en el superior.

## Etimología
El vocablo «tragaperras», es una palabra compuesta derivada de las monedas o «perras» que se introducen o que se «traga» la máquina.
«Perras» es la forma coloquial de denominar a algunas monedas antiguas españolas, cuyo valor podía ser de 5 céntimos de peseta, apodada «perra chica», o de 10 céntimos de peseta, siendo entonces «perra gorda».
En inglés, el término slot hace referencia a las ranuras utilizadas en las máquinas para introducir las monedas.

## Tipología
Existen distintos tipos de máquinas recreativas. En España las especificaciones y características de funcionamiento e instalación de las recreativas o tragamonedas vienen fijadas por el Reglamento de máquinas recreativas y de azar, publicado en el BOE. A la vez las comunidades autónomas poseen prerrogativas específicas que afectan también a la legislación de las máquinas recreativas y de azar.
En lo que se refiere a los criterios generales, recogidos en el citado Reglamento, se distinguen tres tipos distintos de máquinas.

### Máquinas tipo A o recreativas
Según el BOE, se trata de “todas aquellas de mero pasatiempo o recreo que se limitan a conceder al usuario un tiempo de uso o de juego a cambio del precio de la partida, sin que puedan conceder ningún tipo de premio en metálico, en especie o en forma de puntos canjeables por objetos o dinero”. Es decir, que su uso es sólo recreativo. También se incluyen en este tipo de máquinas aquellas que ofrezcan como aliciente añadido la posibilidad de que, por habilidad del jugador, se le concede un tiempo extra de juego. Pero en ningún caso se contempla la posibilidad de obtener un premio en metálico o canjeable por dinero. El único interés de este tipo de recreativas es, pues, el tiempo de juego. Son como ejemplo del tipo A las recreativas de dardos, futbolín, billar y similares.

### Máquinas tipo B o de premio programado
Aparte del tiempo de juego con un elemento de interés: ofrecen al jugador la posibilidad de ganar un premio en metálico (ya se llame jackpot o reciba otro nombre) o canjeable en dinero. O como las define el BOE, las máquinas de premio programado son «aquellas que, a cambio del precio de la partida, conceden al usuario un tiempo de uso o de juego y, eventualmente de acuerdo con el programa de juego, un premio en metálico». Además el Ministerio del Interior puede incluir como máquinas tipo B aquellas que considere oportunas entre las distintas máquinas que incluyan elementos de juego, de apuesta, de envite o de azar. Por tanto y volviendo a la definición principal, las máquinas tipo B son aquellas que además de dar juego ofrecen una compensación económica programada. Dependiendo del tiempo de juego o del orden de jugadas, el jugador obtiene un premio. Es el tipo de máquinas más extendido en bares, cafeterías, locales de restauración y hostelería.
A este efecto es muy interesante ver la variedad de modelos de máquinas recreativas de tipo B, que pueden ser analógicas o digitales, a menudo combinando los dos sistemas (rodillos y pantallas de aventura gráfica) en la actualidad. El éxito de cada uno de estos modelos, con sus juegos específicos, es variable a nivel regional y también individual y de su popularidad depende que el negocio que la tenga instalada le pueda sacar rentabilidad.
Las máquinas de Azar, a diferencia con las de premio programado, radica básicamente en que el azar no se puede programar. por ello el premio programado (Aparte del tiempo de juego) es considerado un juego no de Azar.

### Máquinas tipo C o de azar
Como las máquinas B, el precio de la partida incluye un tiempo de juego y la posibilidad de hacerse con un premio en metálico o canjeable por dinero. La diferencia con las de tipo B está especificada en el Reglamento: “a los efectos de esta definición, se entiende por azar el que la combinación o resultado de cada jugada no dependa de combinaciones o resultados anteriores o posteriores”. Así que en este caso el elemento definitorio es la aleatoriedad.

### Porcentaje de ganancia
Hay varios factores que pueden determinar el número de posibilidades de ganar un juego determinado, y varían claramente de una máquina a otra, desde elementos tangibles, como el número de ruedas o líneas, hasta elementos no tangibles como el retorno al jugador (RTP) o “payout” (ganancias devueltas al jugador)  o la volatilidad; muchas tragamonedas han aumentado el número de sus ruedas llevándolas a 5 o, en algunos casos a 7, muchas máquinas en línea no sólo han reducido sus símbolos, sino que también han introducido numerosos bonos y juegos secundarios.

## Historia

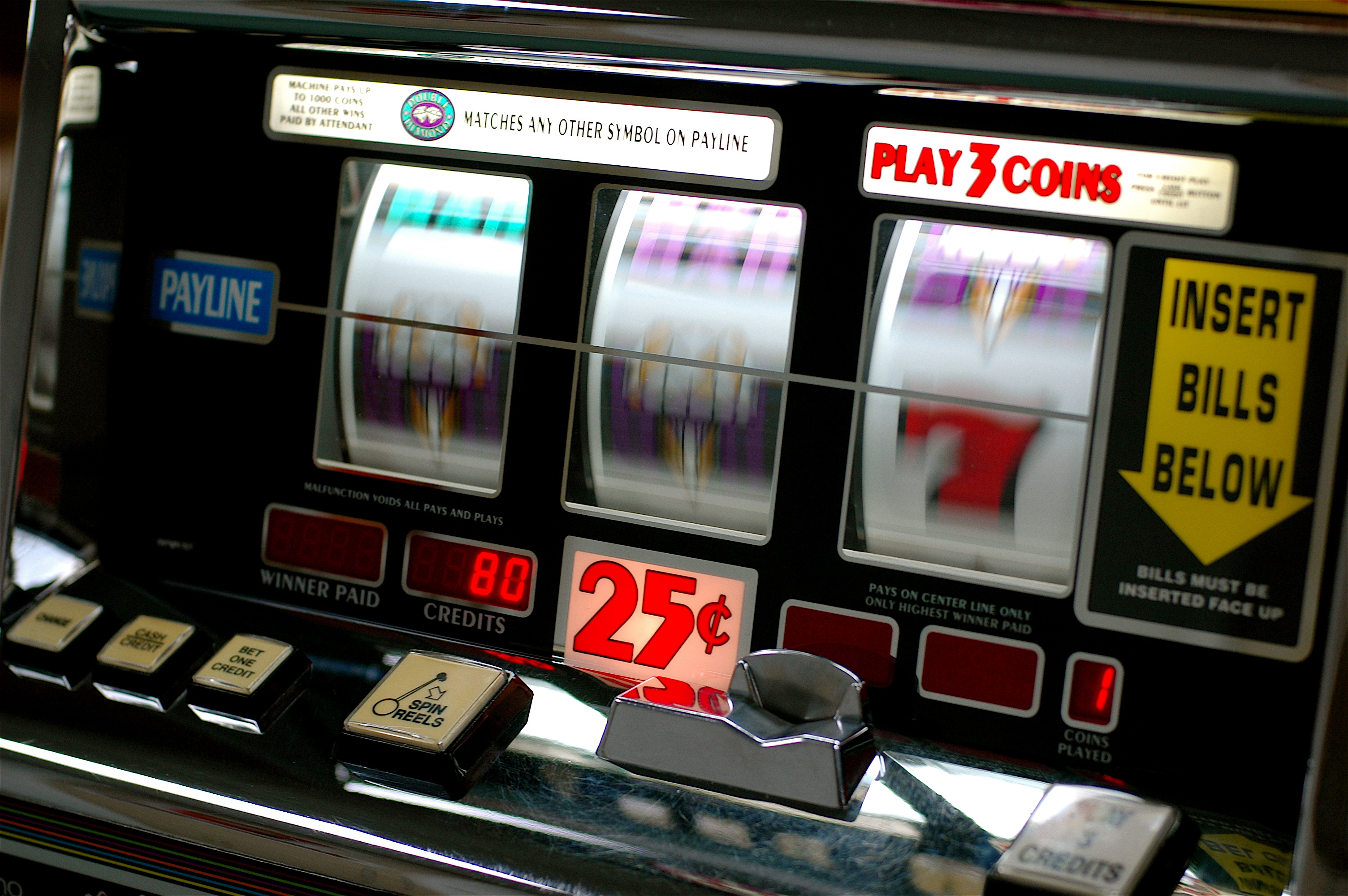
Una máquina de azar.

La primera “bandida de un brazo” fue inventada por Charles Fey en San Francisco, California, Estados Unidos, quien ideó un mecanismo automático muy simple entre 1887 y 1895. Debido al gran número de posibles ganadores del juego original con cartas de póquer, era prácticamente imposible tener una máquina capaz de realizar pagos automáticos para todas las posibles combinaciones ganadoras.
Charles Fey ideó una máquina con tres ruedas giratorias conteniendo un total de cinco símbolos: herradura de caballos, diamante, espada, corazón y una Campana de la Libertad, la cual también dio el nombre a la máquina (Liberty Bell). Remplazando diez cartas con esos cinco símbolos y utilizando tres ruedas en vez de cinco tambores, se redujo considerablemente la complejidad para leer una victoria, permitiendo a Fey diseñar un mecanismo de pago automático. Tres campanas en línea producían la mayor ganancia: diez monedas de cinco centavos. 
Liberty Bell fue un éxito rotundo y dio paso al florecimiento de una industria de juegos mecánicos. Aunque la utilización de estos dispositivos de apuestas fue prohibido en su estado natal años después, Fey tuvo problemas de suministro frente a la gran demanda de máquinas en otros lugares. La máquina de la Campana de la Libertad fue tan popular que fue copiada por muchos fabricantes de máquinas tragaperras. 
En 1907, el fabricante Herbert Mills de Chicago produjo una máquina llamada “Operador de la Campana” o “Operator Bell”. En 1908, muchas de las máquinas se instalaban en tiendas de cigarros, salones, boliches, barberías y burdeles. La máquina Campana de la Libertad original puede verse todavía en el “Liberty Belle Saloon & Restaurant” en Reno, Nevada.

### En España.

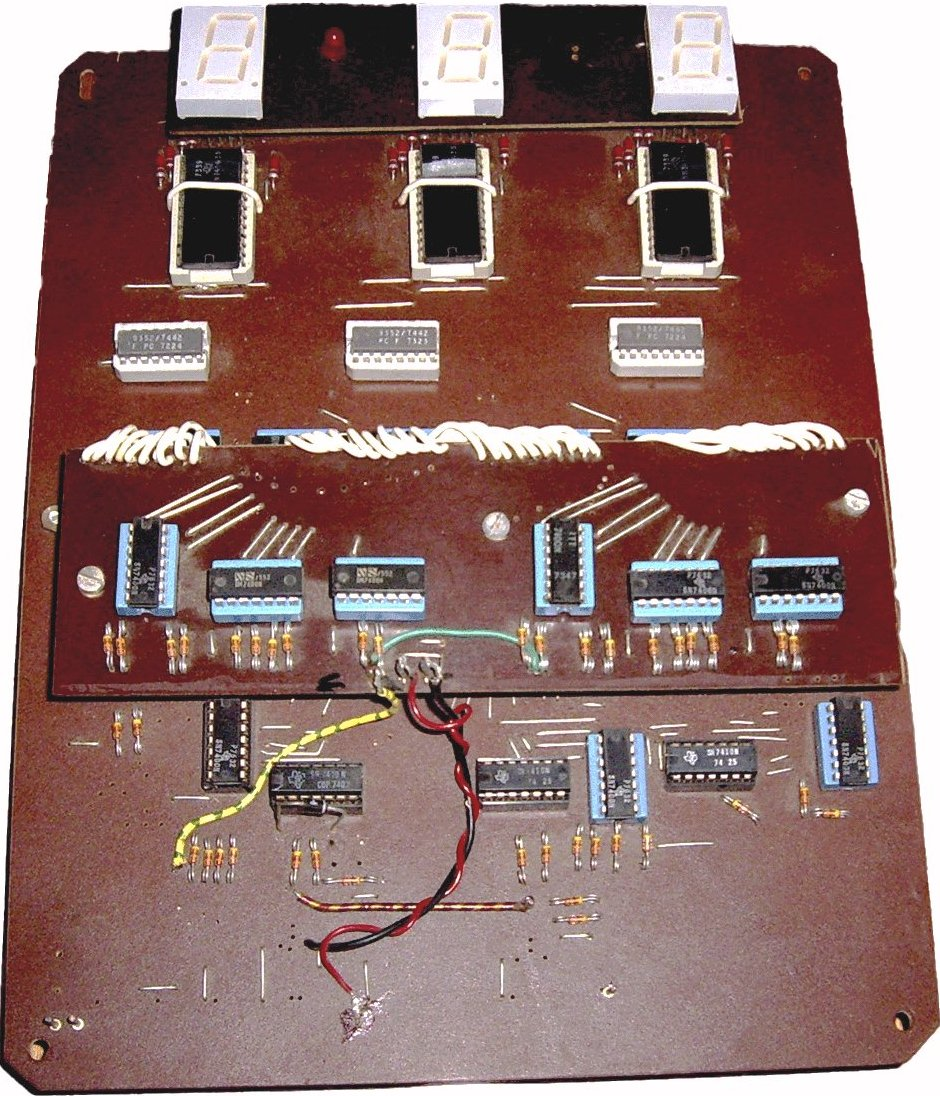
Tarjeta PCB de la máquina de azar

El 17/10/1979, se presentó la patente de invención ES-485107. Es la única patente de Máquina Electrónica de Juegos de Azar en España tipo C. La máquina se ideo y construyó en un porche en la ciudad de Alcoy. Esto se puede confirmar en las referencias contenidas en el enlace: https://consultas2.oepm.es/ceo/jsp/busqueda/consultaExterna.xhtml?numExp=P000485107
A partir de 1976 llegaron los primeros modelos completamente electrónicos, que sustituían los tambores giratorios por una simulación en pantallas de vídeo. Del mismo modo, con la normalización de Internet, nacieron las primeras máquinas tragamonedas en línea, que permiten jugar desde casa o con el móvil, que junto a los casinos virtuales van ganando cada vez más aficionados. El nuevo formato funciona con un sistema de programación que genera aleatoriamente resultados. El sistema está regulado para evitar prácticas fraudulentas y ha solventado los errores que sufre el formato electrónico al estropearse, que podían beneficiar o perjudicar a los jugadores.
Las tragaperras en línea comenzaron a aparecer a mediados de la década de 1990, coincidiendo con la expansión del internet y el desarrollo de los primeros casinos en línea. Microgaming, una de las compañías pioneras en el sector, lanzó una de las primeras tragaperras con jackpot progresivo en línea, llamada Cash Splash, en 1998. Este lanzamiento marcó un hito significativo en la historia de las tragaperras, estableciendo un nuevo estándar para los juegos de casino en línea.
A medida que la tecnología y la velocidad de internet mejoraron, más desarrolladores se unieron al mercado, expandiendo la variedad y complejidad de las tragaperras disponibles en línea. Grandes casinos en línea como Betway, fundado en 2006, empezaron a apostar fuerte por este tipo de páginas, ofreciendo una amplia selección de juegos de tragaperras que atraen a jugadores de todo el mundo.
A día de hoy, las máquinas tragaperras siguen causando furor gracias a los nuevos avances y a sus llamativos diseños. 

### Precedentes
Sittman y Pitt, de Brooklyn, New York, Estados Unidos desarrollaron una máquina de apuestas en 1891 precursora de la tragaperras. Contenía cinco tambores con 50 cartas y estaba basada en el póquer. Está máquina probó ser extremadamente popular y muchos bares en la ciudad tenían una o varias unidades. 
Los jugadores metían una moneda de cinco centavos de dólar y accionaban una palanca, la cual hacía girar los tambores y las cartas que contenía, y esperaban conseguir una buena mano de póquer. No disponía de un mecanismo de pago directo y si, por ejemplo, el jugador sacaba una pareja de reyes, conseguía una cerveza gratis, o si sacaba una flor imperial podía obtener cigarros o bebidas. Los premios dependían directamente de lo que el establecimiento ofreciera. 
Para mejorar las posibilidades de la casa, se eliminaban 2 cartas de la baraja: el diez de picas y la sota de corazones, lo cual reducía a la mitad las posibilidades de conseguir una flor imperial. Los tambores también se ordenaban para reducir las posibilidades de victoria del jugador.
Otra máquina ofrecía premios como goma de mascar de sabores. Los símbolos de estos sabores se utilizaban en las ruedas y de ellos derivan la cereza y el melón utilizados hoy en día. El símbolo “BAR”, que actualmente es muy común en las máquinas tragaperras, provenía del logotipo de la compañía “Bell-Fruit Gum Company”. 
El pago de premios de comida fue una técnica muy popular utilizada para evitar las leyes en contra de las apuestas en algunos estados, y por esta razón las máquinas expendedoras de chicles y otros alimentos estuvieron en el punto de mira de los tribunales. 
Los dos casos del estado de Iowa contra Ellis y contra Striggles fueron ambos utilizados en clases de derecho penal para ilustrar el concepto de confianza en la autoridad mientras se relaciona con el axioma ignorantia juris non excusat ("el desconocimiento de la ley no es excusa").
En estos casos, una máquina expendedora de caramelos de menta fue declarada como un dispositivo de apuestas debido al hecho de que la máquina (internamente manufacturada) tenía la posibilidad de otorgar al siguiente usuario de la máquina un número de fichas intercambiables por más caramelos. Aunque el resultado del siguiente uso fuera visible en la máquina, ambos tribunales determinaron que "la máquina apelaba a la propensión del jugador a jugar, y eso es un vicio".
En 1963, Bally Technologies desarrolló la primera máquina tragaperras electromecánica llamada Money Honey, aunque máquinas anteriores tales como High Hand máquina de póquer de Bally mostraba principios básicos de construcción electromecánica a principios de 1940. El acercamiento electromecánico en la década de 1960 permitió a Money Honey ser la primera máquina tragaperras con una tolva en el fondo para un pago automático, hasta 500 monedas sin necesidad de ayuda de un asistente. La popularidad de esta máquina condujo al incremento de los videojuegos, y la palanca lateral se convirtió en dispensable. Más tarde aparecieron tragaperras electrónicas que permitieron ampliar el abanico de mecanismos de juego a ofrecer.
La primera máquina de videojuego en ofrecer una "segunda pantalla" con ronda de bonos fue Reel 'Em In, desarrollada por WMS Industries Inc. en 1996. En este tipo de máquina, la pantalla cambia para proporcionar un juego diferente donde se pueden ganar o acumular pagos adicionales.
Hoy en día, los juegos de máquinas tragaperras en línea se están convirtiendo en gran medida populares ya que permiten a los usuarios jugar pagando o jugar de forma gratuita desde la comodidad de sus hogares. Decenas de sitios ofrecen esta comodidad a los usuarios.
Una máquina tragaperras es una máquina muy compleja que tiene una gran cantidad de partes móviles y sistemas que trabajan en conjunto.
Las máquinas tragaperras físicas funcionan cuando se tira de la palanca. Esto pone tensión en un muelle en espiral que se libera para hacer girar los tambores. La palanca también fija la tensión en cada carrete, para darles un tiempo aleatorio en el cual se detendrán. Las ranuras pequeñas en cada tambor permiten que la máquina muestre el símbolo en que cada carrete se ha detenido, y esto le dice a la máquina la cantidad a pagar al final. En las tragaperras en línea, los sistemas son un poco diferentes, pero funcionan de manera muy similar. Al pulsar el botón “Girar” en la máquina, un número totalmente aleatorio determina cuándo cada carrete se detendrá. Por supuesto, es mucho más fácil de programar la máquina tragaperras en línea para saber qué símbolos han surgido en cada carrete, y también se puede dar a los jugadores múltiples líneas de pago, juegos laterales adicionales y más. Esta es la razón por la que las máquinas tragaperras en línea se han vuelto tan populares.

## Generadores de números aleatorios
Todas las máquinas modernas están diseñadas con generadores de números pseudoaleatorios ("PRNG"), que generan constantemente una secuencia de números aleatorios simulados, a un ritmo de cientos o quizá miles por segundo. En cuanto se pulsa el botón "Play", se utiliza el número aleatorio más reciente para determinar el resultado. Esto significa que el resultado varía en función del momento exacto en que se juega. Una fracción de segundo antes o después y el resultado sería diferente.
Es importante que la máquina contenga una implementación RNG de alta calidad. Porque todos los PRNG deben repetir en algún momento su secuencia de números y, si el periodo es corto o el PRNG tiene algún otro defecto, un jugador avanzado puede ser capaz de "predecir" el siguiente resultado. Ronald Dale Harris, un antiguo programador de máquinas tragaperras, que tenía acceso al código del PRNG y a los valores de las semillas, descubrió ecuaciones para juegos de azar específicos como el Keno que le permitían predecir cuál sería la siguiente serie de números seleccionados basándose en las partidas anteriores jugadas.
La mayoría de las máquinas están diseñadas para evitar esto generando números incluso cuando no se está jugando, de modo que el jugador no puede saber en qué parte de la secuencia se encuentra, aunque sepa cómo se programó la máquina.

## Porcentaje de pago de los premios
Las máquinas tragaperras suelen estar programadas para pagar como ganancias entre el 0 y el 99 % del dinero que apuestan los jugadores. Esto se conoce como "porcentaje de pago teórico" o RTP, "retorno al jugador". El porcentaje mínimo de pago teórico varía según las jurisdicciones y suele establecerse por ley o reglamento. Por ejemplo, el pago mínimo en Nevada es del 75 %, en Nueva Jersey del 8 3% y en Misisipi del 80 %. Los patrones ganadores de las máquinas tragaperras -las cantidades que pagan y las frecuencias de esos pagos- se seleccionan cuidadosamente para obtener una determinada fracción del dinero que se paga a la "casa" (el operador de la máquina tragaperras) y devolver el resto a los jugadores durante el juego. Supongamos que una determinada máquina tragaperras cuesta 1 $ por tirada y tiene un retorno al jugador (RTP) del 95 %. Se puede calcular que, durante un periodo suficientemente largo, como 1 000 000 de tiradas, la máquina devolverá una media de 950 000 $ a sus jugadores, que han introducido 1 000 000 $ durante ese tiempo. En este ejemplo (simplificado), se dice que la máquina tragaperras paga el 95 %. El operador se queda con los 50 000 dólares restantes. En algunas organizaciones de desarrollo de EGM, este concepto se denomina simplemente "par".

## Disputas por el premio mayor
Las máquinas tragamonedas electrónicas pueden fallar. Cuando la cantidad mostrada es menor que la que debería ser, el error suele pasar desapercibido. Cuando ocurre lo contrario, es probable que surjan disputas. A continuación se presentan algunas discusiones notables causadas por los propietarios de las máquinas que afirman que las cantidades mostradas eran mucho mayores de lo que los clientes deberían recibir.

### Estados Unidos
Dos casos de este tipo ocurrieron en casinos de Colorado en 2010, donde errores de software llevaron a premios indicados de $11 millones y $42 millones. El análisis de los registros de la máquina por parte de la Comisión de Juegos del estado reveló fallos, siendo el premio real considerablemente menor. Las leyes estatales de juegos no requerían que un casino honrara los pagos en ese caso.

### Vietnam
El 25 de octubre de 2009, mientras un hombre vietnamita estadounidense, Ly Sam, estaba jugando en una máquina tragamonedas en el Palazzo Club del Hotel Sheraton Saigón en la ciudad de Ho Chi Minh, Vietnam, esta indicó que había ganado un premio mayor de US$55,542,296.73. El casino se negó a pagar, argumentando que fue un error de la máquina, Ly demandó al casino. El 7 de enero de 2013, el Tribunal Popular del Distrito 1 de la ciudad de Ho Chi Minh decidió que el casino debía pagar la cantidad reclamada por Ly en su totalidad, sin confiar en el informe de error de una empresa de inspección contratada por el casino. Ambas partes apelaron después, y Ly solicitó intereses mientras que el casino se negó a pagarle. En enero de 2014, las noticias informaron que el caso se resolvió fuera de los tribunales y que Ly había recibido una suma no revelada.